# Chimonobambusa convoluta
Chimonobambusa convoluta ist eine Bambus-Art aus der Gattung Chimonobambusa mit 2 bis 3 Meter hohen Halmen und 16 bis 22 Zentimeter langen Halmblattspreiten. Das Verbreitungsgebiet der Art liegt nur im Autonomen Gebiet Guangxi in China.

## Beschreibung
Chimonobambusa convoluta ist ausdauernd und bildet leptomorphe Rhizome. Die verholzenden Halme wachsen aufrecht und erreichen eine Höhe von 2 bis 3 Metern und einen Durchmesser von 1 bis 2 Zentimetern. Die Internodien sind 12 bis 20 Zentimeter lang, stielrund oder mit leicht viereckigem Querschnitt. Sie sind mittelgrün, anfangs dicht gestreift und rötlich gelb filzig behaart, anfangs glatt und später runzelig. Die Knoten sind deutlich verdickt und flaumig behaart. Knoten nahe der Halmbasis ohne Nebenäste sind etwa flacher und bilden einen Ring aus fünf bis sieben Wurzeldornen. Die Scheidennarbe zeigt einen rötlich gelben filzigen Ring und Reste der Scheidenbasis. Je Knospe werden drei horizontal zueinander stehende Seitenäste gebildet, die etwa gleich dick und dünner als der Halm sind. Die Halmscheiden sind purpurn-braun gefleckt und kürzer als die Internodien. Sie sind papierartig, spärlich braunborstig behaart und an der Basis dichter behaart. Die Ränder sind braun bewimpert, Blattöhrchen fehlen. Am Scheidenende können Borsten (oral setae) fehlen oder bis zu zwei gebildet werden. Das Blatthäutchen ist etwa 1 Millimeter lang, bogenförmig und hat ein fein gesägtes Ende. Die Halmblattspreite ist linealisch-lanzettlich, 1 bis 2 Zentimeter lang, 0,2 bis 0,3 Zentimeter breit und unbehaart. Je Zweig werden zwei bis vier Laubblätter gebildet. Die Laubblattscheiden sind dicht braunfilzig behaart, der äußere Rand ist braun bewimpert. Die Borsten am Ende der Scheide (oral setae) sind gerade, blass und 8 bis 10 Millimeter lang. Das Blatthäutchen ist häutig, etwa 1 Millimeter lang und nicht bewimpert. Die Laubblattspreite ist länglich-lanzettlich, 16 bis 22 Zentimeter lang und 1 bis 1,5 Zentimeter breit. Die Blattbasis hat eine kurze stielartige Verbindung zur Scheide. Die Spreitenoberseite ist unbehaart, die Unterseite dicht weiß und flaumig behaart. Je Blatt werden vier oder fünf Paare seitlicher Nerven gebildet. Quer verlaufende Blattadern sind deutlich ausgebildet.
Die Blütenstände bestehen nur aus wenigen Ährchen, an der Basis jedes Blütenstands stehen mehrere hüllspelzenähnliche Tragblätter. Die Ährchen sind sitzend, linealisch, seitlich zusammengedrückt und 20 bis 50 Millimeter lang. Sie bilden an der Basis seitliche Knospen. Je Ährchen werden fünf bis zehn Blütchen gebildet, das Blütchen an der Spitze ist reduziert und unfruchtbar. Je Ährchen werden drei bis sieben bleibende, sich ähnelnde Hüllspelzen gebildet, die kürzer als das Ährchen sind. Die Hüllspelzen sind lanzettlich, häutig, ungekielt und haben ein spitzes Ende. Die Deckspelze fruchtbarer Blütchen ist eiförmig, etwa 8,5 Millimeter lang, 6 mm breit, papierartig, flaumig behaart, ungekielt, spitz und stachelspitzig und fünf- bis siebenfach geadert. Die Vorspelze ist flaumig behaart, etwas länger als die Vorspelze, die beiden Kiele sind bewimpert und beide Seiten sind behaart. Das unfruchtbare Blütchen ähnelt den fruchtbaren, ist jedoch nicht vollständig entwickelt. Je Blüte werden drei häutige und bewimperte Schwellkörper, drei Staubblätter und zwei Narben gebildet. Die Früchte sind Karyopsen mit fleischigem Perikarp.

## Verbreitung und Ökologie
Das natürliche Verbreitungsgebiet liegt in China im Autonomen Gebiet Guangxi. Dort wächst die Art in Höhen von 800 bis 1400 Metern.

## Systematik und Forschungsgeschichte
Chimonobambusa convoluta ist eine Art aus der Gattung Chimonobambusa, Tribus Arundinarieae, Unterfamilie Bambus (Bambusoideae). Die Art wurde von Q.H.Dai und X.L.Tao 1982 in den Acta Phytotaxonomica Sinica Band 20(2) Seite 212 erstbeschrieben. Synonyme der Art sind nicht bekannt.